# Дориан Попа
Дориан „Хъц“ Попа е румънски телевизионен актьор, певец, танцьор и композитор. Роден е на 7 август 1988 г. в Констанца, Румъния. Занимава се активно с музика от 2011 г., когато става член на групата „Лала Бенд“. Има много дуети с известни румънски певици, като Корина и Руби. Попа се е появявал на кориците на известни румънски списания – „Men's Health“, „Bravo“ и други. Има издадени тринадесет песни. Понастоящем Дориан има договор с музикалния лейбъл – Медиа Про Мюзик Ентъртейнмънт.

## Дискография
- „Cât Trei“ (2013)
- „Pe Placul Tău“ (2014)
- „Dragoste Nebuna“ (2014)
- „Nimeni Altcinevă“ с участието на Corina (2014)
- „Lasă cucu-n pace“ с участието на Ruby (2015)
- „Bună, ce mai zici“ с участието на Ruby (2015)
- „Trofeu“ с участието на Eliza (2015)
- „Buze“ с участието на What's Up (2016)
- „Sare pe rana“ с участието на Ruby (2016)
- „Jocure Deocheate“ с участието на Giulia Anghelescu (2016)
- „Fanele“ с участието на Liviu Teodorescu, с участието на Laura Giurcanu (2016)
- „Memorii“ (2017)

- „De Amor“ (2017)

## Филмография
- „Залог на живота“ (2011 – 2013), в ролята на Андрей Ангел
- „Нов живот“ (2014), в ролята на Андрей Ангел
- „Алисия, която знае всичко“ (2016), в ролята на Леха Тетерин